# بیمارستان بخش شرقی
بیمارستان بخش شرقی (به لاتین: Eastern Regional Hospital) یک بیمارستان در غنا است که در کوفوریدوئا واقع شده‌است.